# In This Skin (album av MaryJet)
För albumet In This Skin med Jessica Simpson, se In This Skin (Jessica Simpson album).
In This Skin är ett musikalbum utgivet av den svenska artisten MaryJet (Mariette Hansson) på det egna skivbolaget Solid Union. Albumet släpptes i november 2008. När Mariette Hansson sökte till Idol 2009 valde hon att framföra "Lies Beyond" på sin audition, vilket ledde till att låten är den mest kända från plattan.
Mariette Hansson har skrivit alla sångerna på skivan men flera av dem har även Mats Johansson, känd från Isildurs Bane (ett band som Hansson tidigare medverkat i), som medkompositör.

## Låtlista
1. I Wish I Could
2. My Desire
3. Fade Out
4. Lies Beyond
5. Vagabond
6. Argue
7. Calling
8. I Lie
9. The Warrior
10. Crystel Ice St
11. Without Grace
12. How Come